# Cotone idrofilo

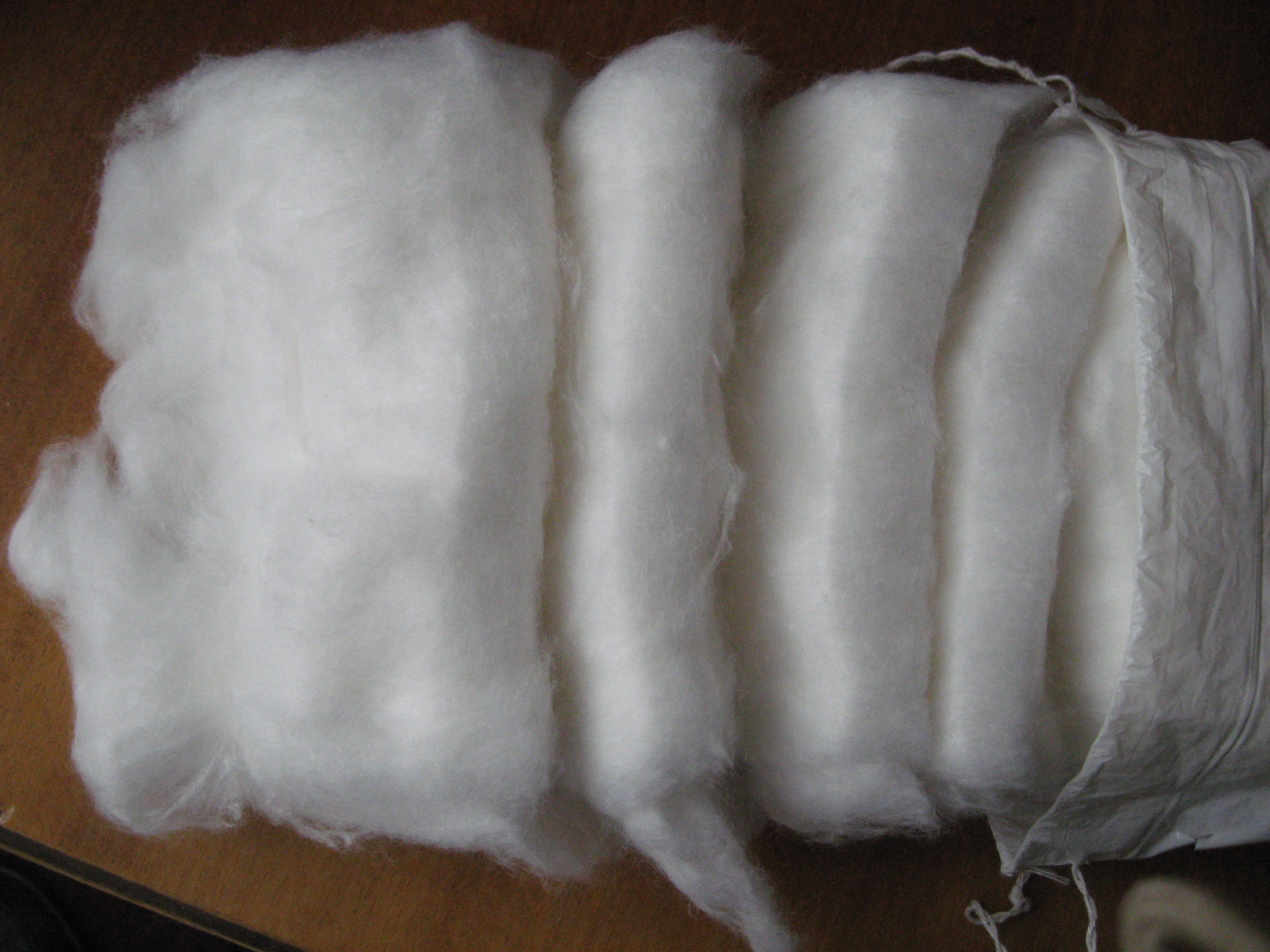
Pacchetto di cotone idrofilo

Il cotone idrofilo, chiamato anche ovatta, lana di cotone, bambagia, è un tipo di fibra di cotone posto in commercio dopo essere stato sottoposto a cardatura e a procedimenti chimici come il candeggio e altri che asportano dalle fibre le sue sostanze resinose e grasse rendendolo atto all'assorbimento dell'acqua.
Un ulteriore procedimento facoltativo è quello della sterilizzazione, che lo rende idoneo all'utilizzo in particolari applicazioni mediche. Se prodotto industrialmente e confezionato in ambienti controllati ed in condizioni igieniche adeguate, per esempio senza contatto diretto con operatori di linea, la condizione di sterilità non è necessaria al mantenimento di caratteristiche di qualità e sicurezza idonee all'utilizzo generico, cosmetico o paramedico.